# Tractat d'Amistat i Aliança sinosoviètic
El Tractat d'Amistat i Aliança entre la Unió de Repúbliques Socialistes Soviètiques i la República de la Xina (en xinès tradicional: 中華民國蘇維埃社會主義共和國聯邦友好同盟條約; en rus: Договор между Союзом Советских Социалистических Республик и Китайской Республикой о Дружбе и Союзе), més conegut com el Tractat d'Amistat i Aliança sinosoviètic (en xinès tradicional: 中蘇友好同盟條約; rus: Советско-китайский договор о дружбе и союзе) va ser un tractat signat pel govern nacional de la República de la Xina i el govern de la Unió de Repúbliques Socialistes Soviètiques el 14 d'agost de 1945.
Les tropes soviètiques i mongoles van ocupar llavors Mongòlia Interior i Manxúria, després d'haver-les arrabassat als japonesos durant la Segona Guerra Mundial. En una declaració feta en relació amb el tractat, la Xina va acceptar la independència de Mongòlia Exterior dins de les seves fronteres anteriors i va desautoritzar qualsevol intenció panmongolista dels ocupants si se celebrava un referèndum sobre la qüestió. A més, la Unió Soviètica va deixar d'ajudar al Partit Comunista Xinès i a l'exèrcit nacional de la Segona República del Turquestan Oriental, que s'estaven rebel·lant al Turquestan Oriental. Totes dues nacions van acordar també el control conjunt del Ferrocarril Oriental de la Xina i facilitar el seu eventual retorn a la plena sobirania xinesa.
No obstant això, la Xina es va adonar que la Unió Soviètica donava suport de manera secreta i contínua al Partit Comunista Xinès i a l'Exèrcit Popular d'Alliberament, que s'oposaven al Guomindang governant i al govern de la República de la Xina. La relació es va trencar després que el Partit Comunista Xinès proclamés a Pequín la República Popular de la Xina l'1 d'octubre de 1949, que va ser reconeguda per la Unió Soviètica. L'Assemblea General de les Nacions Unides va adoptar la Resolució 505 el dia 1 de febrer de 1952, que confirmava que la Unió Soviètica havia violat els termes del tractat en ajudar al Partit Comunista Xinès durant la guerra civil xinesa.
El 24 de febrer de 1953, el parlament de la República de la Xina va votar a favor de posar fi oficialment als seus compromisos amb el Tractat d'Amistat i Aliança sinosoviètic i va anul·lar el seu reconeixement de la independència de la República Popular de Mongòlia.